# Biz Markie

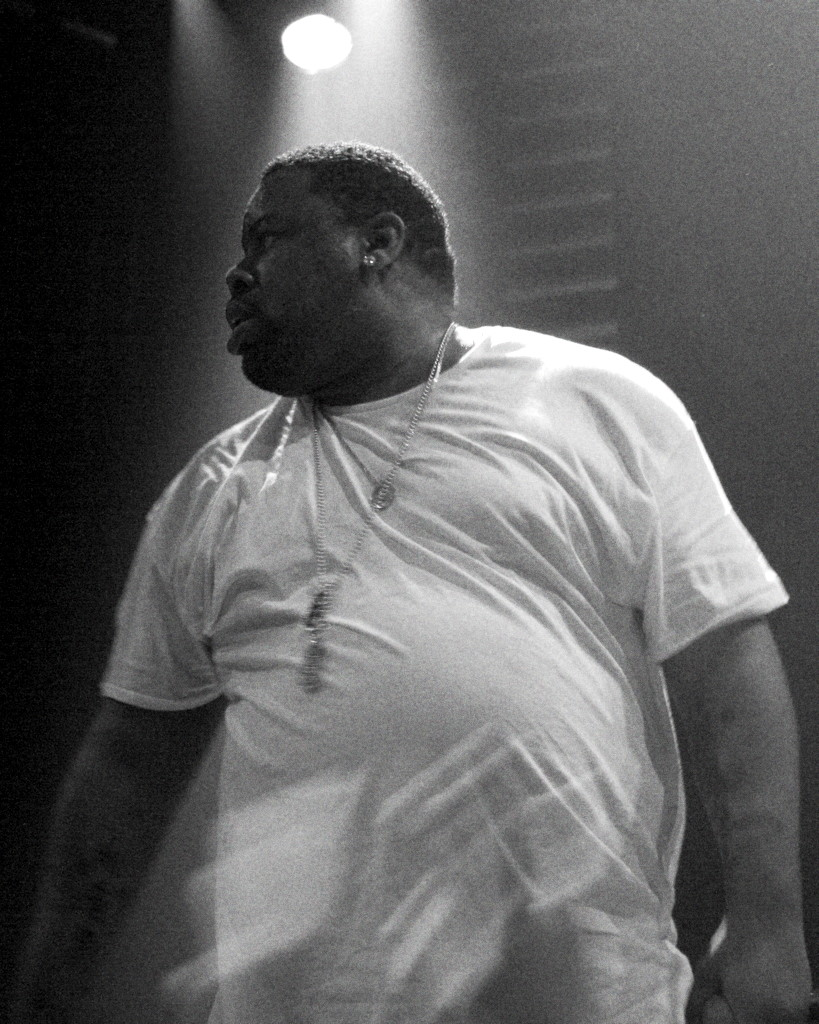
Biz Markie im Club Amager Bio, Kopenhagen, Dänemark 2007

Biz Markie (* 8. April 1964 als Marcel Theo Hall in New York City; † 16. Juli 2021 in Baltimore) war ein US-amerikanischer Rapper, DJ und Beatboxer.

## Werdegang

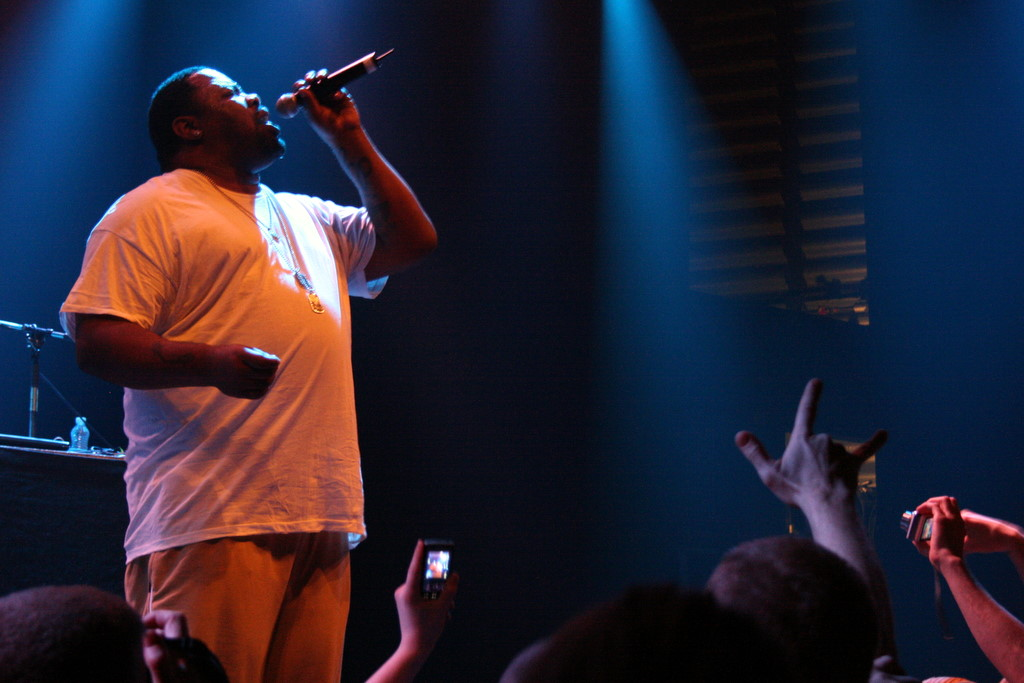
Biz Markie im Club Amager Bio, Kopenhagen, Dänemark 2007

Biz Markie wurde 1964 im New Yorker Stadtteil Harlem geboren. Er war einer der bekannten Beatboxer und MCs der 1980er Jahre und Mitglied der Juice Crew. Seine Karriere als Hip-Hop-Musiker startete er 1985 als Beatboxer. 1989 gelang ihm der kommerzielle Durchbruch als Rapper mit dem humoristischen Stück Just a Friend, das in den USA Platinstatus erreichte. Das dazugehörige Album The Biz Never Sleeps erreichte in den USA Goldstatus. 
Die Veröffentlichungen in den Folgejahren verkauften sich deutlich schlechter, einzig bei Kollaborationen mit den Beastie Boys wurde Biz Markie von einer breiteren Öffentlichkeit wahrgenommen. In den späten 1990er Jahren widmete er sich dann mehr dem DJing als dem Rappen. Biz Markie spielte im Film Men in Black II unter Regie von Barry Sonnenfeld eine kleine Nebenrolle als Postangestellter, in dem er seine Beatbox-Künste unter Beweis stellt. Auf dem Album Sillium der deutschen Hip-Hop-Crew Fünf Sterne Deluxe hatte er einen Gastauftritt beim Track Will Smith, Meer Gayne? Zwei Jahre später gab es eine weitere Kollaboration mit Alliance Ethnik sowie Vinia Mojica auf dem Track Fat Come Back vom gleichnamigen Album. 
Biz Markie starb im Juli 2021 in Baltimore infolge von Komplikationen einer Diabetes-Erkrankung.

## Rezeption

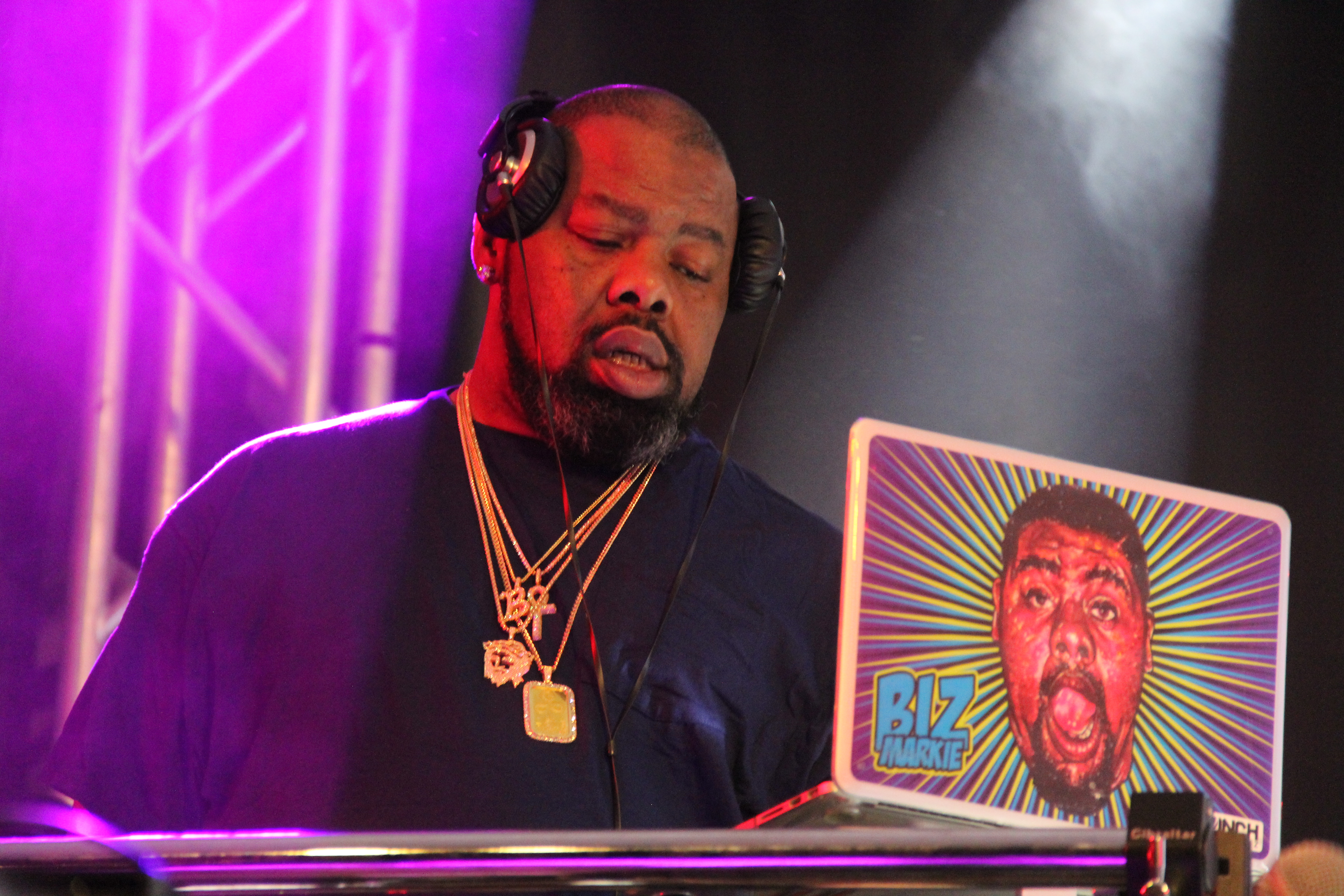
Biz Markie, 2016

Biz Markie wurde 1997 von den Rolling Stones gesampelt. Ein Auszug aus A One Two von 1986 ist in dem Song Anybody Seen My Baby? zu hören. Das Stück befindet sich auf dem von Don Was und den The Dust Brothers produzierten Album Bridges to Babylon und wurde erfolgreich als Single ausgekoppelt.

## Diskografie

### Studioalben
| Jahr | Titel                | Höchstplatzierung, Gesamtwochen, AuszeichnungChartplatzierungen (Jahr, Titel, Platzierungen, Wochen, Auszeichnungen, Anmerkungen) | Höchstplatzierung, Gesamtwochen, AuszeichnungChartplatzierungen (Jahr, Titel, Platzierungen, Wochen, Auszeichnungen, Anmerkungen) | Anmerkungen                            |
| Jahr | Titel                | UK | US | Anmerkungen                            |
| ---- | -------------------- | --- | --- | -------------------------------------- |
| 1988 | Goin’ Off            | — | US90 (18 Wo.)US | Erstveröffentlichung: 1. März 1988     |
| 1989 | The Biz Never Sleeps | — | US66 Gold · (30 Wo.)US | Erstveröffentlichung: 10. Oktober 1989 |
| 1991 | I Need a Haircut     | — | US113 (2 Wo.)US | Erstveröffentlichung: 27. August 1991  |

Weitere Alben
- 1986: Make The Music With Your Mouth, Biz
- 1993: All Samples Cleared!
- 1994: Biz’s Baddest Beats
- 1998: On the Turntable
- 2000: On the Turntable 2
- 2002: Greatest Hits
- 2003: Weekend Warrior
- 2003: Friends (EP)
- 2009: Ultimate Diabolical

### Singles
| Jahr | Titel Album                         | Höchstplatzierung, Gesamtwochen, AuszeichnungChartplatzierungen (Jahr, Titel, Album, Platzierungen, Wochen, Auszeichnungen, Anmerkungen) | Höchstplatzierung, Gesamtwochen, AuszeichnungChartplatzierungen (Jahr, Titel, Album, Platzierungen, Wochen, Auszeichnungen, Anmerkungen) | Anmerkungen                                           |
| Jahr | Titel Album                         | UK | US | Anmerkungen                                           |
| ---- | ----------------------------------- | --- | --- | ----------------------------------------------------- |
| 1989 | Just a Friend The Biz Never Sleeps  | UK55 (3 Wo.)UK | US9 Platin · (22 Wo.)US | Erstveröffentlichung: September 1989                  |
| 2003 | Let Me See U Bounce Weekend Warrior | UK77 (2 Wo.)UK | — | Erstveröffentlichung: Oktober 2003 feat. Elephant Man |